# Smalbandvecklare
Smalbandvecklare (Argyroploce concretana) är en fjärilsart som först beskrevs av Maximilian Ferdinand Wocke 1862.  Smalbandvecklare ingår i släktet Argyroploce, och familjen vecklare. Arten är reproducerande i Sverige.